# El Capità Hook
El Capità Hook (títol original en alemany, Käpt'n Hook) és un telefilm alemany de Marc Brummund del 2014. És el primer episodi de la sèrie de pel·lícules de ficció criminal d'ARD Més enllà del Nord amb Hinnerk Schönemann i Henny Reents en els papers principals. S'ha doblat al valencià per a À Punt, que la va emetre el 7 d'abril de 2024.
El rodatge va tenir lloc a Priwall i a Travemünde així com a Orth, Petersdorf i Flügge (Fehmarn).
La primera emissió el 6 de novembre de 2014 a Erste va assolir 5,35 milions d'espectadors i una quota d'audiència del 16,6 %.